# Iddarammayilatho
Iddarammayilatho è un film del 2013 diretto da Puri Jagannadh.
Pellicola  in lingua telugu (traduzione del titolo in italiano: "Con due ragazze") prodotta da Bandla Ganesh dove figurano Allu Arjun, Amala Paul e Catherine Tresa nei ruoli principali.

## Trama
Un ministro si ritrova ad affrontare un caso di riciclaggio di denaro che ha a che fare con lui e la figlia. Sua figlia Akanshka studia a Parigi e si innamora di Sanju,  ingegnere che lavora per il padre. Legge in un diario segreto una precedente storia di amore di Sanju e Komali,  di religione ortodossa.
Tuttavia Akanshka scopre che la ragazza di Sanju è stata uccisa in un incontro segreteto con il suo padre per la faccenda del riciclaggio. Presto Sanju è raggiunto dagli scagnozzi del ministro, ma è solo ferito. Ben presto decide di regolare i conti con gli assassini di Komali.